# Тимьян
Тимья́н, также чабре́ц и чебре́ц (лат. Thýmus, от др.-греч. θύμος или θύμον) — род семейства Яснотковые (Lamiaceae), один из наиболее крупных и таксономически сложных родов этого семейства.

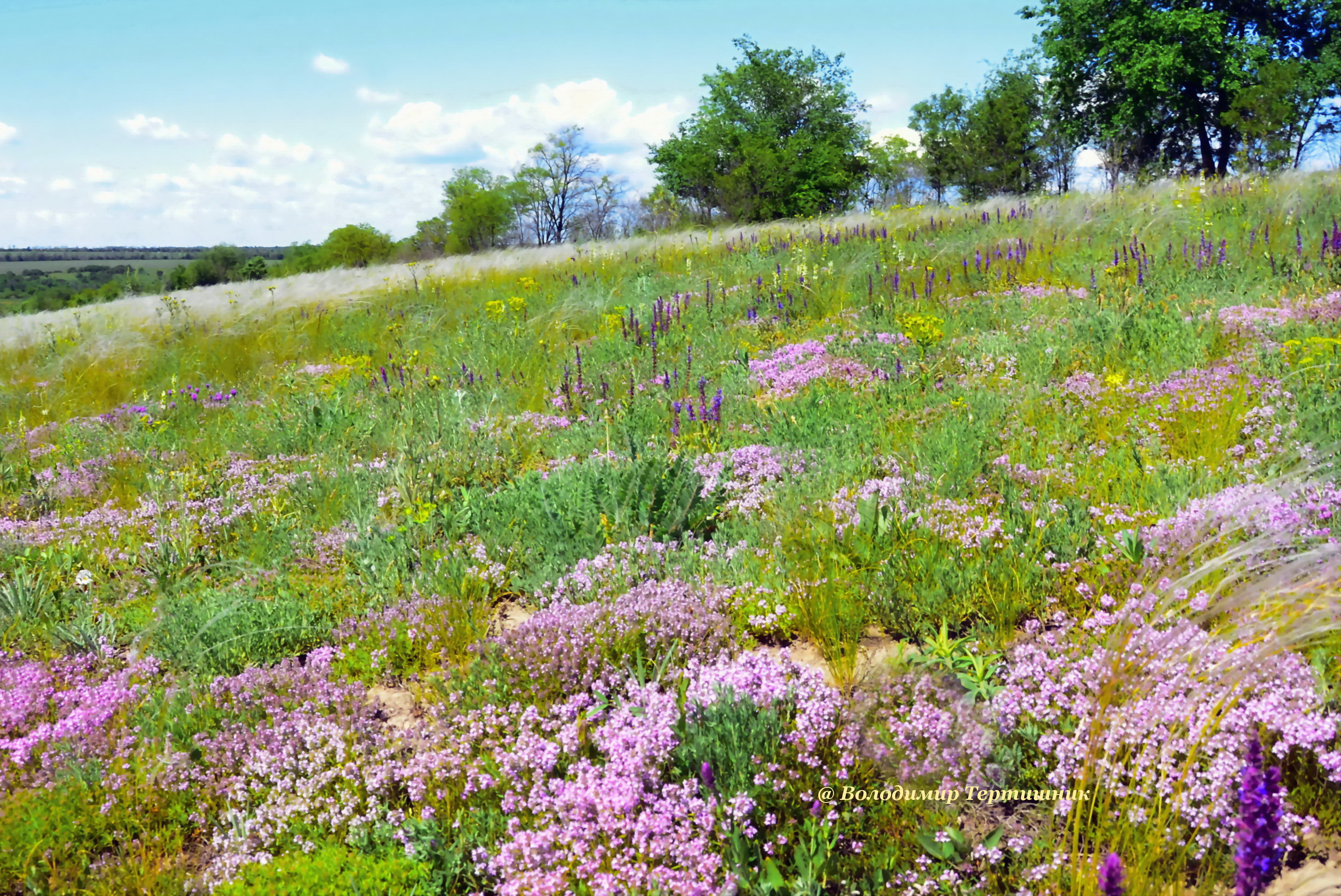
Чабре́ц на просторах степи

Представители рода — низкорослые ароматические кустарнички и полукустарнички. Виды рода принадлежат к числу важных эфиромасличных растений, содержащих фенольные соединения — тимол, карвакрол и другие.

## Название

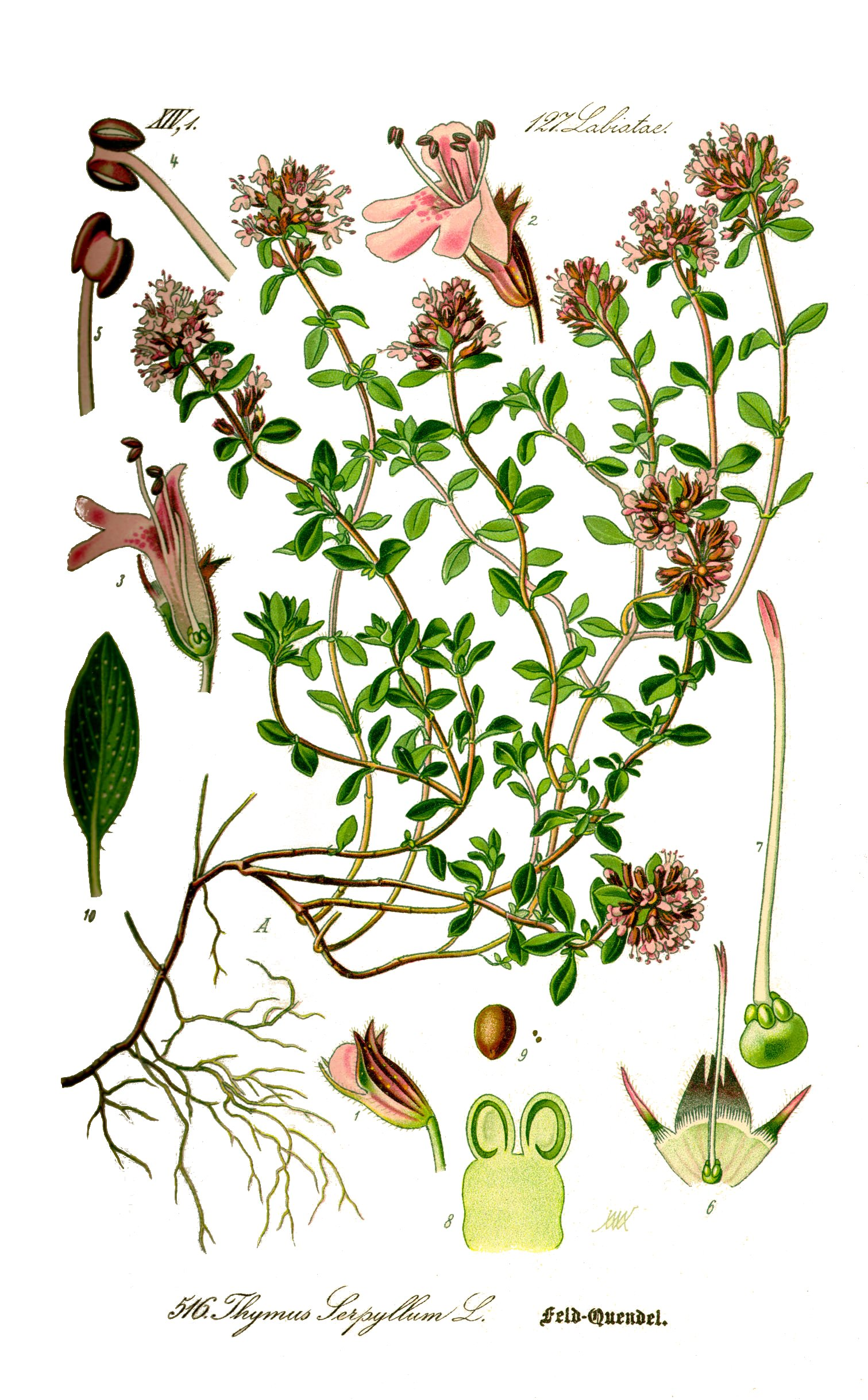
Тимьян ползучий.

Макс Фасмер выводит русское слово темья́н (именно через «е»), как и др.-рус. темьанъ «ладан», ст.‑слав. темьѩнъ, болг. тимя́н, сербохорв. та̀мјан — от греч. θυμίαμα «фимиам».
По другой версии, название происходит от греч. θυμός, означающего храбрость, поскольку тимьян в то время символизировал жизненную энергию, а атлеты смазывали его ароматными маслами свою грудь перед началом игр.
Зафиксировано множество народных названий тимьяна (в большей степени относящихся к виду Thymus serpyllum — Тимьян ползучий): богородская трава, боровой перец, верест, жадобник, лебюшка, лимонный душок, мухопал, чабрец, фимиамник, чебарка, чёбор.

## Ботаническое описание
Низкорослые кустарнички или полукустарнички до 35 см высотой с деревянистыми лежачими или восходящими стеблями (стволиками), прямостоящими или приподнимающимися травянистыми цветоносными ветвями и часто с лежачими бесплодными побегами.
Корень стержневой, деревянистый.
Стебли при основании деревянистые, распластанные по почве, ветвистые, покрытые отогнутыми вниз или прямостоячими волосками.
Листья разнообразны по размеру, жилкованию и форме (от округлой или яйцевидной до линейно-продолговатой формы), жёсткие, почти кожистые, короткочерешковые, реже сидячие, цельнокрайные или иногда зазубренные (постоянный признак у части дальневосточных видов).
Цветки собраны на концах ветвей в головчатые или удлинённые соцветия. Чашечка цилиндрическая или узкоколокольчатая, снаружи волосистая; нижняя губа до основания двураздельная; верхняя — широкая, до половины трёхлопастная. Венчик двугубый, лиловый, розовый или белый. Тычинки прямостоящие, в числе четырёх.
Плод — коробочка с четырьмя чёрно-бурыми эллипсоидальными или почти шаровидными орешками.
Цветение в июне — августе. Плоды созревают в августе — сентябре.

## Распространение и экология
К роду Тимьян относят несколько сотен видов, распространённых почти по всей Евразии (кроме тропиков), в Северной Африке и Гренландии.
На территории России и сопредельных государств произрастает свыше 170 видов тимьяна.
Разнообразны экологические условия местообитаний видов: лесные поляны и опушки лесной зоны (тимьян блошиный), боровые пески (тимьян ползучий), степи (тимьян Маршалла), каменистые склоны и скалы, карбонатные обнажения (тимьян уральский, тимьян сибирский, тимьян крымский, тимьян дагестанский, тимьян жигулёвский), песчаные и глинистые степи (тимьян Палласа, тимьян киргизский), горные тундры (тимьян малолистный) и др.

## Химический состав
Тимьян ползучий (Thymus serpyllum) содержит до 0,1—0,6 % эфирного масла, основным компонентом которого является тимол — до 30 %, и карвакрол. Обнаружены дубильные вещества, горечи, минеральные вещества, камедь, органические пигменты, тритерпеноиды: урсоловая и олеаноловая кислоты. В незначительных количествах имеются терпены.

## Значение и применение

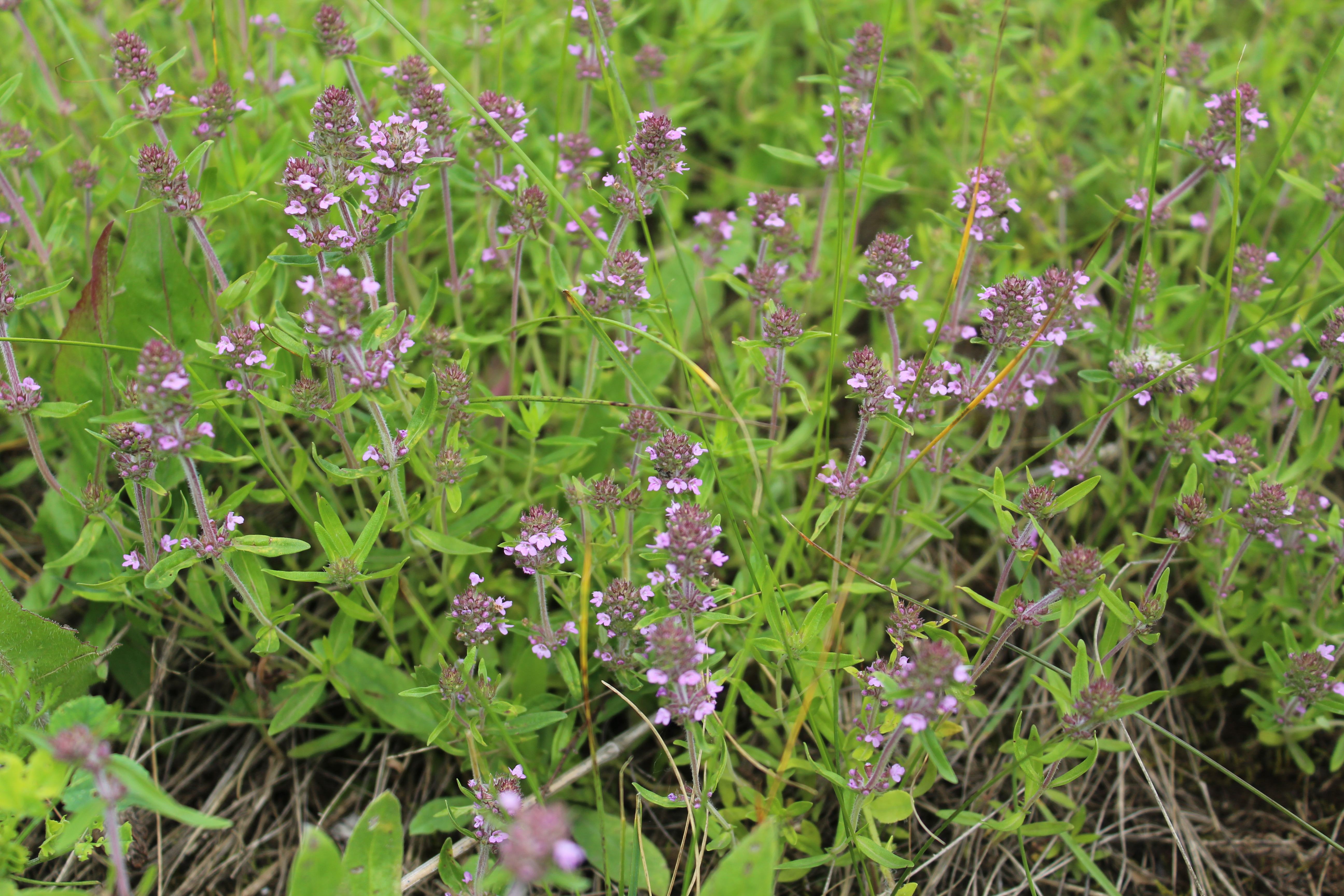
Тимьян Маршалла

Ряд видов рода Тимьян применяется в парфюмерной и пищевой промышленности.
Тимьян ползучий (Thymus serpyllum) и близкие к нему виды имеют также лекарственное значение.
Листья тимьяна используют как пряность в кулинарии, консервной и ликёро-водочной промышленностях.
Некоторые виды тимьяна входят в состав смеси приправ, известной как «прованские травы».
Стебли и листья тимьяна традиционно используют как добавку при заваривании чая или травяных отваров. 
Эфирное масло тимьяна применяют для отдушки косметических средств — туалетного мыла, губных помад, кремов, зубных паст, а также в фармацевтической промышленности.
Тимьян является хорошим летним медоносом.
Также тимьян (например, средиземноморский вид Тимьян обыкновенный (Thymus vulgaris)) широко используется как декоративное растение в садоводстве и ландшафтном дизайне, в частности, для устройства альпинариев.

### Применение в медицине
Высушенные листья или цветки тимьяна обыкновенного (Thymus vulgaris) или Thymus zygis применяются в медицине под названием Herba Thymi. В составе препаратов используются в качестве отхаркивающего средства. Несмотря на то, что нет достаточных доказательств эффективности, предположения о её возможном наличии при продуктивном кашле во время простуды делаются исходя из многолетней практики использования.
Тимьян также описывается в фармакопеях и используется в народной медицине. Экстракт используется для лечения желудочно-кишечных расстройств и кашля при простуде, бронхите или коклюше. При ларингите и ангине экстракт используют для полоскания горла. Местно применяется для лечения небольших ран, при насморке и заболеваниях полости рта, а также как антибактериальное средство для обеспечения гигиены полости рта. Эфирное масло и тимол используются в некоторых патентованных препаратах. Среди таких препаратов антисептические и лечебные мази, сиропы для применения при респираторных заболеваниях, а также препараты для ингаляций.
В народной медицине, не подтверждённой никакими экспериментальными или клиническими данными, используется как успокаивающее, антисептическое или жаропонижающее средство, а также для управления менструальным циклом и при лечении дерматита
Европейское агентство лекарственных средств считает допустимым использование большинства препаратов на основе тимьяна взрослыми и детьми старше 12 лет. Некоторые из средств допускается использовать у детей старше 4 лет.

#### Заготовка сырья
Для лечебных целей используют облиственные веточки. Траву растения собирают в период полного цветения, не выдёргивая с корнями, сушат на открытом воздухе в тени, расстилая слоем 5—7 см на бумаге или ткани, часто перемешивая. Затем обмолачивают и просеивают, чтобы удалить толстые деревянистые стебли. Хранят сырьё в сухом проветриваемом помещении 2 года.

## Классификация

### Таксономия
Thymus L., 1753, Sp. Pl. : 590
Род Тимьян относится к семейству Яснотковые (Lamiaceae) порядка Ясноткоцветные (Lamiales). Таксономическая схема в соответствии с Системой APG IV по состоянию на декабрь 2023 года:
|  |                                      |  |                                   |                                   |                      |  | ещё 23 семейства |               |               |                                                                 |
|  |                                      |  |                                   |                                   |                      |  |                  |               |               | 341 подтвержденных видов и 182 таксона, ожидающих подтверждения |
|  |                                      |  |                                   | порядок Ясноткоцветные            |                      |  |                  |               | род Тимьян    |                                                                 |
|  |                                      |  |                                   | порядок Ясноткоцветные            |                      |  |                  |               | род Тимьян    |                                                                 |
|  | отдел Цветковые, или Покрытосеменные |  |                                   |                                   | семейство Яснотковые |  |                  |               |               |                                                                 |
|  | отдел Цветковые, или Покрытосеменные |  |                                   |                                   |                      |  |                  |               |               |                                                                 |
|  |                                      |  | ещё 63 порядка цветковых растений | ещё 63 порядка цветковых растений |                      |  |                  | ещё 268 родов | ещё 268 родов |                                                                 |
|  |                                      |  |                                   | ещё 63 порядка цветковых растений |                      |  |                  |               | ещё 268 родов |                                                                 |

### Виды
Некоторые из них:
- Thymus alatauensis Klok. — Тимьян алатавский
- Thymus altaicus Klok. & Des.-Shost. — Тимьян алтайский
- Thymus amurensis Klok. — Тимьян амурский
- Thymus ararati-minoris Klok. & Des.-Shost. — Тимьян араратский
- Thymus bituminosus Klok. — Тимьян смолистый
- Thymus caespititius Brot. — Тимьян дернистый
- Thymus calcareus Klok. & Des.-Shost. — Тимьян меловой
- Thymus collinus M.Bieb. — Тимьян холмовый
- Thymus crenulatus Klok. — Тимьян зазубренный
- Thymus diversifolius Klok. — Тимьян разнолистный
- Thymus eubajcalensis Klok. — Тимьян байкальский
- Thymus kotschyanus Boiss. & Hohen. — Тимьян Кочи, или Тимьян Кочиев
- Thymus markhotensis Maleev — Тимьян маркотхский
- Thymus marschallianus Willd. — Тимьян Маршалла, или Тимьян маршаллов
- Thymus nitens Lamotte — Тимьян блестящий
- Thymus nummularius M.Bieb. — Тимьян монетный
- Thymus praecox Opiz — Тимьян ранний, или Дикий чабрец
- Thymus przewalskii Kom. — Тимьян Пржевальского
- Thymus pulchellus Bluff & Fingerh. — Тимьян красивенький
- Thymus pulegioides L. — Тимьян блошиный
- Thymus serpyllum L. — Тимьян ползучий, или Чабрец, или Чабрец обыкновенный, или Богородская трава
- Thymus sibiricus (Serg.) Klok. et Des.-Shost. — Тимьян сибирский
- Thymus talijevii Klok. & Des.-Shost. — Тимьян Талиева
- Thymus vulgaris L. — Тимьян обыкновенный

Виды с неясным систематическим положением:
- Thymus cimicinus F.K.Blum ex Ledeb. — Тимьян клоповый
- Thymus ×citriodorus (Pers.) Schreb. — гибрид Thymus pulegioides и Thymus vulgaris
- Thymus kalmiussicus Klokov & Des.-Shost. — Тимьян кальмиусский
- Thymus ladjanuricus Kem.-Nath.
- Thymus mugodzharicus Klokov & Des.-Shost., 1929 — Тимьян мугоджарский
- Thymus perinicus (Velen.) Jalas, 1974
- Thymus pseudolanuginosus Ronniger
- Thymus skopjensis Micevski & Matevski, 1980

Наиболее распространён Тимьян ползучий (Thymus serpyllum L.) — на светлых местах в лесной зоне по сухим песчаным местам, сосновым борам; и Тимьян Маршалла (Thymus marschallianus Willd.) — в лесостепной и степной зонах по склонам, опушкам и полянам.
Тимьян красивенький (Thymus pulchellus Bluff & Fingerh.) занесён в Красную книгу России.
Тимьян Талиева (Thymus talijevii Klok. & Desiat.-Shost.) занесён в Красную книгу Республики Коми.